# Stilleven (Theo van Doesburg)
Stilleven is een schilderij van De Stijl-voorman Theo van Doesburg. Het werk bevindt zich in het Centraal Museum in Utrecht als blijvend bruikleen van de Rijksdienst voor het Cultureel Erfgoed.
Het werk is linksonder gesigneerd en gedateerd 'Th. v. D. 1906'. Het werk stamt uit Van Doesburgs 'naturalistische' periode. Hij gebruikte het vaak voor tentoonstellingen en publicaties als voorbeeld hiervan, zo komt het voor in het artikel 'Van Kompositie tot contra-kompositie', waarin hij terugblikt op zijn ontwikkeling als kunstenaar.

## Herkomst
Na Van Doesburgs dood in 1931 kwam het werk in bezit van zijn vrouw Nelly van Doesburg, die het in 1975 aan haar nicht Wies van Moorsel naliet. Van Moorsel schonk het in 1981 aan de Rijksdienst Beeldende Kunst, die het in 1999 in blijvend bruikleen gaf aan het Centraal Museum.

## Tentoonstellingen
Stilleven was op de volgende tentoonstellingen te zien:
- Retrospektiv Theo van Doesburg, 16 december 1923-23 januari 1924, Landesmuseum, Weimar.
- [Retrospektiv Theo van Doesburg] (?), ?-15 april 1924, Kestner Gesellschaft, Hannover.
- ‘1940’. Deuxième exposition Rétrospective Van Doesburg, 15 januari-1 februari 1932, Porte de Versailles Parc des Expositions, Parijs.
- Theo van Doesburg, 2-31 mei 1936, Stedelijk Museum, Amsterdam.
- Theo van Doesburg. Retrospective exhibition, 29 april-31 mei 1947, Art of this Century Gallery, New York.
- Walt Kuhn, Lyonel Feininger and Theo van Doesburg (?), juni-15 juli 1947, County Museum of Art, Los Angeles.
- Theo van Doesburg (?), 29 juli-24 augustus 1947, San Francisco Museum of Modern Art, San Francisco.
- Theo van Doesburg (?), september 1947, Henry Art Gallery, Seattle.
- Theo van Doesburg. Paintings, drawings, photographs and architectural drawings, 15 oktober-8 november 1947, The Renaissance Society of the University of Chicago, Chicago.
- Theo van Doesburg, 20 november-12 december 1947, Cincinnati Art Museum, Cincinnati.
- Exhibition Van Doesburg, 5-23 januari 1948, Robinson Hall, Harvard University, Cambridge, Massachusetts.
- 1983 (a), Den Haag.